# Trichocera hirta
Trichocera hirta är en tvåvingeart som beskrevs av Jaroslav Stary och Martinovsky 1996. Trichocera hirta ingår i släktet Trichocera och familjen vintermyggor.
Artens utbredningsområde är Italien. Inga underarter finns listade i Catalogue of Life.